# Чернутьево
 Чернутьево  — село в Удорском районе Республики Коми, административный центр сельского поселения Чернутьево.

## География
Расположено правом берегу реки Мезень на расстоянии примерно в 35 км по прямой на север-северо-запад от районного центра села Кослан.

## История
Известна с  1608 года как деревня Чернутьевская с 6 жилыми и 2 пустыми дворами. В 1646 в деревне насчитывалось уже 13 жилых дворов, в 1719 14 дворов. В 1747 в деревне насчитывалось 139 жителей мужского пола. В 1859 году здесь было 33 двора, 227 человек, в 1876 - 39 и  254. С 1890 года работала школа грамоты, с 1903 - земское начальное училище. В 1918 в деревне было 88 дворов и 465 человек, в 1926 - 99 и 476 человек. В 1939 в селе насчитывалось 585 человек, в 1959 - 420; в 1979 - 429, в 1989 - 385; в 1992 – 383. Церковь в селе осталась недостроенной.  Работал колхоз им.Орджоникидзе.  Ныне СПК колхоз "Чернутьевский".

## Население
Постоянное население  составляло 327 человек (коми 93%) в 2002 году, 259 в 2010 .